# Eugene Polley
Eugene J. Polley (Chicago, 29 de novembro de  1915 - Downers Grove, 21 de maio de 2012) foi um engenheiro americano conhecido por inventar o  Flash-Matic, um esboço do controle remoto para televisores. Robert Adler deu continuidade a invenção de Polley criando uma nova geração de controles remotos, de maior precisão. Em 1997 recebeu o prêmio Emmy da National Academy of Television Arts and Sciences.
Polley era dono de 18 patentes por causa desta invenção e trabalhou durante alguns anos para a Zenith Electronics. Durante a Segunda Guerra Mundial, se dedicou a desenvolver radares militares.

## Morte
Eugene faleceu no dia 21 de maio de 2012, de causas naturais.

## Prêmios
- 1997: Technology & Engineering Emmy Award[4]
- 2009: IEEE Masaru Ibuka Consumer Electronics Award[5]